# Quercus montana
Quercus montana — вид рослин з родини букових (Fagaceae); поширений у східній частині США.

## Опис
Це листопадне дерево, яке довго живе і повільно зростає, досягаючи максимальної висоти від 19 до 44 м. Крона вузька. Кора темно-сіра, майже чорна, глибоко борозниста. Гілочки світло-коричневі, голі, товсті, з численними сочевичками. Листки від зворотно-яйцюватих до еліптичних, 10–20 × 5–10 см; основа округла або клиноподібна; верхівка загострена; є 9–14 пар трикутних часточок, менших біля верхівки; верх блідо-зелений, з пучками трихом; низ трохи сірувато-зелений, з розпорошеними волоссям; ніжка тонка, жовта, завдовжки 2–3 см. Квітне пізно навесні. Жолуді 1–3 разом, майже сидячі або на ніжці 8–20(25) мм; горіх світло-коричневий, яйцювато-еліпсоїдний, 15–30 × 10–20(25) мм, голий; чашечка глибиною 9–15 мм × 18–25 мм завширшки, охоплює 1/3 горіха. 2n = 24.

## Поширення й екологія
Поширений у східній частині США (Нью-Йорк, Іллінойс, Вірджинія, Південна Кароліна, Західна Вірджинія, Теннессі, Вермонт, Род-Айленд, Пенсильванія, Луїзіана, Огайо, Мен, Меріленд, Північна Кароліна, Массачусетс, Коннектикут, Джорджія, Алабама, округ Колумбія, Делавер, Мічиган, Міссісіпі, Кентуккі, Нью-Гемпшир, Індіана, Нью-Джерсі).
Населяє скелястий гірський ліс, сухі хребти, змішані листяні ліси на мілких ґрунтах; росте на висотах 0–1400 м.

## Використання
Хороші врожаї жолудів рідкісні, але, коли вони є, жолуді їдять численні наземні види дикої природи. Маленькі птахи та ссавці, а також такі комахи, як бджоли, використовують для гніздування порожнини дуба. 

## Загрози
Загрозами є комахи (Lymantria dispar) й грибки (Ceratocystis fagacearum, Diplodia longispora, Neonectria galligena, Strumella coryneoidea). Крім того, основною загрозою для цього дуба є зміна клімату.

## Галерея

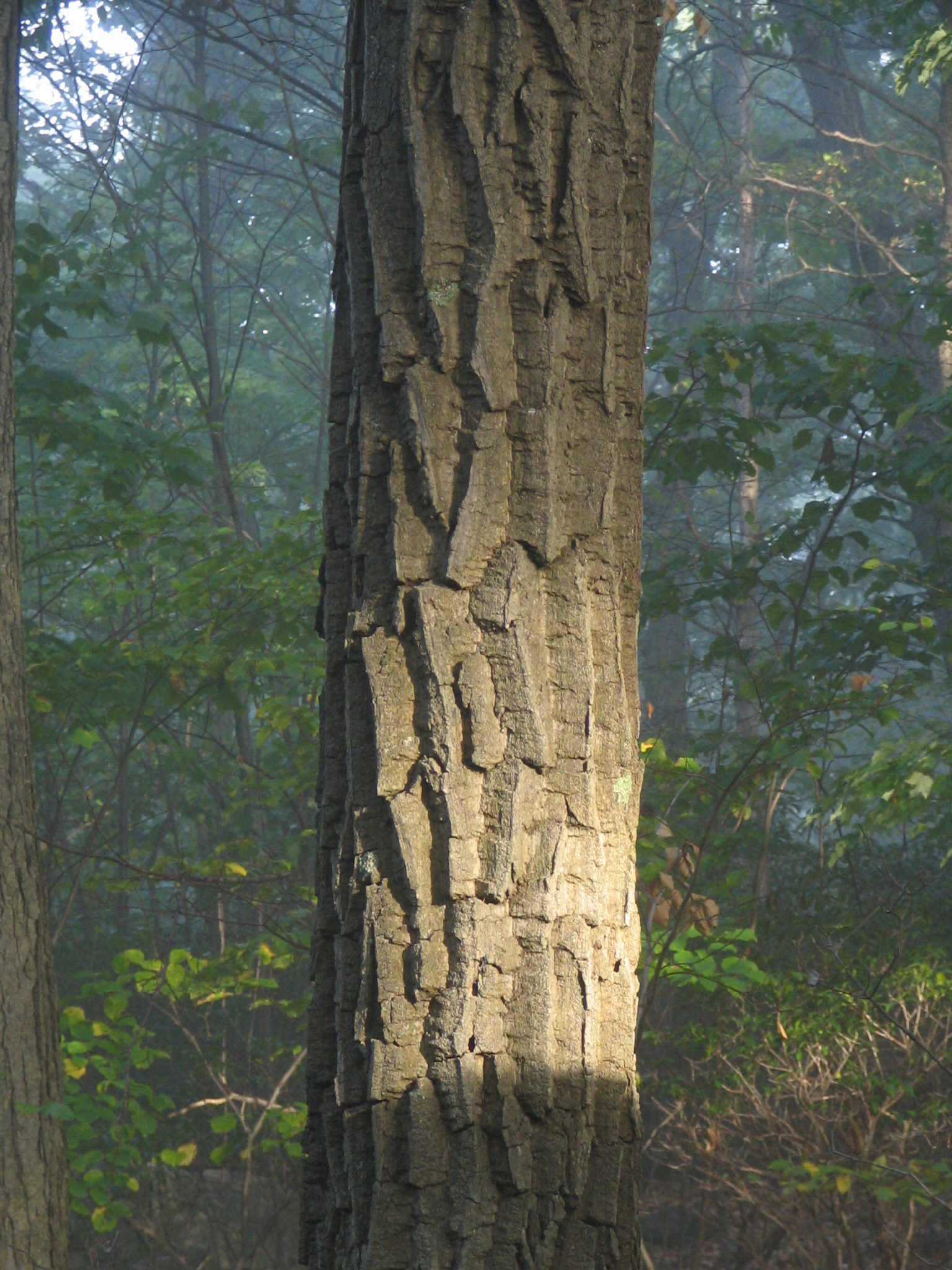
стовбур
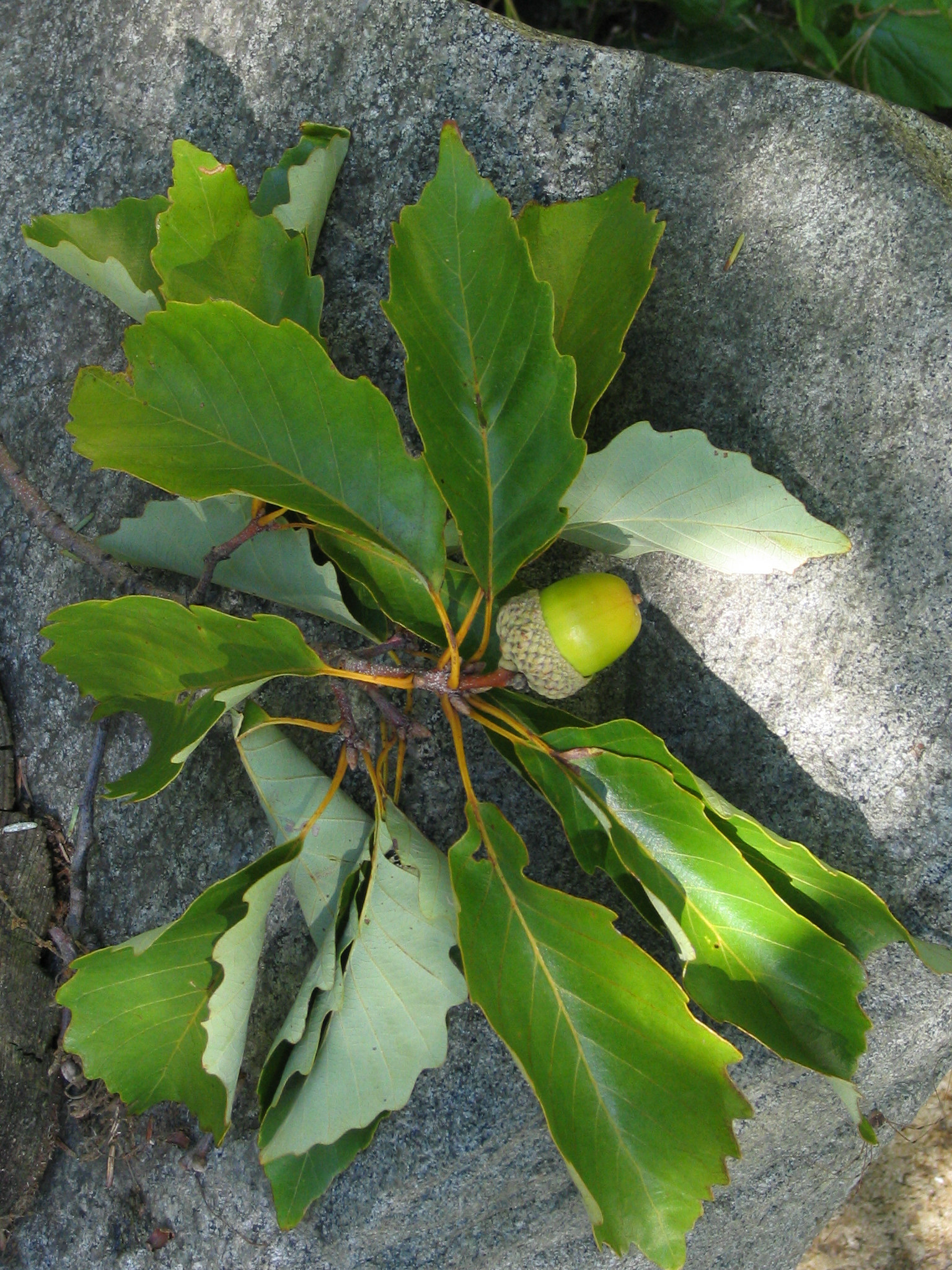
листки й жолудь